# انیپلکس
انیپلکس (به ژاپنی: 株式会社アニプレックス Kabushiki Gaisha Anipurekkusu) یک ناشر و توزیع‌کننده محصولات مرتبط با انیمه و موسیقی که تابع شرکت سونی میوزیک انترتینمنت در ژاپن است. انیپلکس در سپتامبر ۱۹۹۵ تأسیس شده‌است و در برنامه‌ریزی، تولید و توزیع انیمه‌هایی مانند انجل بیتز!، کیمیاگر تمام‌فلزی، شیطان کش: کیمتسو نو یائیبا، فیت/گراند اوردر، مجموعه مونوگاتاری، ناکجاآباد موعود، ناروتو، و رورونی کنشین نقش داشته‌است. به‌علاوه انیپلکس کار تولید و توزیع موسیقی و حاشیه صوتی از جمله اوریجینال ساوندترک برای تمامی بازی‌های ویدئویی و کامپیوتری سونی اینتراکتیو انترتینمنت را بر عهده دارد.

## محصولات مرتبط با انیمه
انیمکس در سری انیمه‌های زیر نقش داشته است:
- اسورد آرت آنلاین
- انجل بیتز!
- باکانو!
- بلیچ
- پاپریکا
- بلاد+
- بلاد-سی
- دی گری-من
- گورن لاگان
- گینتاما
- کیل لا کیل
- کیمیاگر تمام‌فلزی
- کوروشیتسوجی
- معلم بزرگ انیزوکا
- ناروتو
- رورونی کنشین
- زامد: خاطرات گمشده
- سکیری
- سول ایتر
- ومپایر نایت

شیطان کش: کیمتسو نو یائیبا